# Inifatiella nectandrae
Inifatiella nectandrae är en svampart som beskrevs av R.F. Castañeda 1985. Inifatiella nectandrae ingår i släktet Inifatiella, divisionen sporsäcksvampar och riket svampar.   Inga underarter finns listade i Catalogue of Life.